# Sultanato d'Egitto
Il Sultanato d'Egitto (in arabo السلطنة المصرية‎?, al-Salṭana al-Miṣriyya), altrimenti definibile Protettorato britannico sull'Egitto, è il nome dato al regime di protettorato imposto dall'Impero britannico all'Egitto tra il 1914 e il 1922.

## Storia
Il 19 dicembre del 1914, da poco iniziata la prima guerra mondiale, il Regno Unito, anche per contrastare l'Impero ottomano, impose il proprio protettorato all'Egitto (di cui s'era di fatto impadronito fin dal 1882), deponendo il chedivè Abbas Hilmi II per sostituirlo con lo zio, il Sultano Ḥusayn Kāmil. Da quel momento si fece rappresentare da un Alto Commissario, nella persona del tenente generale Henry McMahon.
Nel gennaio 1915 gli Ottomani inviarono un esercito di 65.000 uomini, sotto il comando nominale di Jemal Pascià, ma in realtà condotto da ufficiali tedeschi. L'esercito ottomano doveva fronteggiare le forze armate britanniche, guidate dal Mag. Gen. Sir John Grenfell Maxwell, nell'intento di sconfiggerle e riprendere, almeno teoricamente, la sovranità sull'Egitto: ma il 3 febbraio 1915, a Tussun, dodici miglia da Ismāʿīliyya, l'esercito fu sconfitto dai britannici, che impiegarono anche 4 loro navi da guerra - Swiftsure, Ocean, Minerva e Clio - mentre a Porto Said 2 navi francesi erano pronte per un eventuale intervento.
Nel marzo del 1919, dopo l'incarcerazione e il successivo esilio a Malta di Sa'd Zaghlul e di tre altri dirigenti del partito Wafd (partito nazionalista egiziano che si batteva per l'indipendenza del Paese) - Isma'il Sidqi, Muhammad Mahmud e Hamad al-Bassal - gravi disordini scoppiarono in Egitto, specialmente a Tanta e nella provincia di Asyūṭ, nell'Alto Egitto. Essi furono repressi in modo particolarmente violento, tanto da provocare la morte di un migliaio di egiziani a fronte di appena 30 britannici.
Il maresciallo Edmund Allenby, nominato Alto Commissario in Egitto il 25 marzo 1919, ordinò allora il ritorno dei tre esiliati per tentare di riportare nel Paese la calma.

## Sultani
| Sultano | Sultano      | Inizio           | Fine           |
| ------- | ------------ | ---------------- | -------------- |
|         | Ḥusayn Kāmil | 19 dicembre 1914 | 9 ottobre 1917 |
|         | Fu'ad I      | 9 ottobre 1917   | 15 marzo 1922  |